# Homoneura biumbrata
Homoneura biumbrata är en tvåvingeart som först beskrevs av Friedrich Hermann Loew 1847.  Homoneura biumbrata ingår i släktet Homoneura och familjen lövflugor. Enligt den finländska rödlistan är arten otillräckligt studerad i Finland. Inga underarter finns listade i Catalogue of Life.